# Ospedale Principessa Grace
Il centro ospedaliero Principessa Grace (in francese centre hôspitalier Princesse Grace) è l'ospedale del Principato di Monaco e si trova nel quartiere La Colle presso il confine di stato del principato. È composto dall'ospedale, che è situato nel  Principato di Monaco, e da   Cap Fleuri situato a Cap-d'Ail. È specializzato in chirurgia vascolare.

## Storia
Il nosocomio fu inaugurato nel 1902 da Alberto I e allora aveva la capacità di 120 letti. Nel 1949 fu creato un reparto di medicina infantile, nel 1958 venne trasformato in policlinico in onore della principessa Grace Kelly; ironia della sorte, la stessa Kelly morirà nella struttura il 14 settembre 1982, a seguito delle vaste ferite riportate nell'incidente occorso il giorno precedente. Nel 1963 fu costruito in collaborazione con la Francia l'edificio di  Cap Fleuri a Cap d'Ail. Nel gennaio 1984 i posti letto erano 363 di cui 68 di medicina chirurgica; nel 2002 la capacità è cresciuta a 518 posti letto nell'ospedale e 160 nella struttura attigua di  Cap Fleuri.

## Reparti ospedalieri
- cardiologia
- pneumologia
- gastroenterologia
- ematologia
- oncologia
- day hospital
- ortopedia
- chirurgia digestiva
- specialità chirurgiche
- rianimazione
- maternità
- pediatria
- chirurgia ambulatoria
- emodialisi
- psichiatria
- sottodivisioni specialistiche
- ginecologia